# 上海市課程改革
上海市課程改革是上海市教育局於2000年提出的改革方案，目的是使學生的學習從過去的教師為本變成學生為本的學習模式，從而促進學生的自我學習。
上海市课程改革分兩期執行：第一期於2000年實現，而第二期從2004年起至2006年分階段執行。
由於上海課程改革的成功，當地的經驗被香港教育統籌局廣泛報導，並以之為例子向香港的中、小學推銷。然而，被視為上海課程改革最重要的成功元素：小班教學，卻被教統局刻意地忽略了。
自2018年起，上海市二期课程改革的课本逐渐向人民教育出版社出版、中宣部、中华人民共和国教育部组织编写的部编本教材过渡。

## 上海小學信息科技課程
上海小學信息科技課程於2000年推出，一共分為12個基本單元。是上海市課程改革的一部份。

## 外部連結
- 上海熱線教育頻道